# حكاية برانغ سابي
حكاية برانج سابي هو عمل أدبي في الأدب الآتشيهي في شكل ملحمة تتحدث عن الجهاد ومقاومة الاحتلال

## نوع

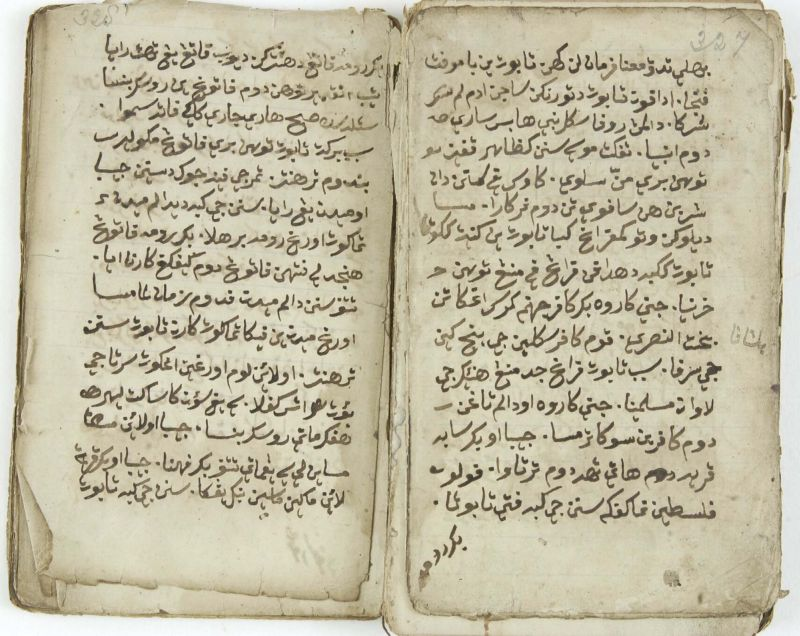
مخطوط برانج سابي

تتكون حكاية برانغ سابي شكلين، النصائح (الحث على القتال) والملاحم.
حكاية برانغ سابي نوع من النصائح والنصوص الحماسية مكتوبة في الغالب من قبل العلماء الذي يقدموا المشورة، ومقاومة الاحتلال والحث والدعوة للمشاركة في الجهاد في سبيل الله، وإقامة دين الله ضد خيانة الكفار والمكافآت والثواب الكبير الذي سيحصلون عليه.
ملحمة برانج سابي من أقدم أنواع النصائح النفسية الحماسية في شكل مقتبسات من أطروحة عبد الصمد الفلمباني بعنوان نشأة المسلمين (هي السرد الرئيسي لنص من النوع الحماسي). كتبت في عام 1834 قبل ما يقرب من 40 عامًا من اندلاع حرب آتشيه، «حكاية برانج سابي» كان من أعمال تنكو شيخ بانت كولو كتب بناءً على طلب من أخيه. من المحتمل جدًا أن يكون الشخص هو تنكو شيخ تيرو لأنه في عام 1881 تم تعيين هذا المجاهد أمير الجهاد في سبيل الله، في حين كان تنكو شيخ بانت كولو نفسه يده اليمنى.
في حين أن ملحمة حكاية برانج سابي تصور أحداث الحرب التي وقعت في أماكن مختلفة في آتشيه. ووصف شجاعة وبسالة المقاتلين حتى الموت كشهداء. ثم نقل قصص البطولة في شكل ملحمات، مثل حكاية برانج سيجلي (1878)، حكايات برانغ جيودونغ (1898) وغيرها.

## مصدر
- عبد الله، توكو عمران. 2008. حكاية برانج سابي: أدب المقاومة[وصلة مكسورة]. منصب أستاذ بكلية الافتتاح بكلية العلوم الثقافية بجامعة جادجاه مدى. يوجياكرتا

## مزيد من القراءة
- ألفيان، ت. إبراهيم. عام 1992. أدب الحرب: حديث عن قصة برانغ سابي . جاكرتا: بالاي بوستاكا
- مجهول. مخطوط برانج سابي
- Hasjmy، علي. عام 1977. ما هو سبب قدرة شعب آتشيه القتال لعقود ضد عدوان هولندا . جاكرتا: ستار مون. ص. 49
- بانتي كولو، تيونجكو تشيك. 1946. حكايات برانج سابي . باندا اتشيه: عبد الله عارف
- زين الدين، جلالة 1960. حكاية برانغ سابي . ميدان: مكتبة اسكندر مودا